# 蔡笑晚
蔡笑晚（1941年5月7日—），中华人民共和国浙江省瑞安市人，曾经是一名乡村医生，因为将6个子女分别培养成5位博士和1位硕士、取得了独特的教育成果而被誉为家庭教育专家，著有《我的事业是父亲》等书。

## 生平

### 早年生活
蔡笑晚于1941年出生在知识分子家庭，是地方名医蔡勋的10个儿女当中的一个。
1957年，自幼好学的蔡笑晚考上重点高中，但时年正值反右运动，蔡因父亲曾经任职中国国民党的法医而未能通过政治审查、被学校除名。随后，蔡笑晚在一所小学做了一名教师、被评为“上进青年”，又经过自学参加高考，在数学、物理和化学三科的考试中获得满分，终于在1959年成功就读杭州大学物理系。1962年，随着父亲的病逝和文化大革命的开始，蔡笑晚的家庭陷入困境。面对打击，他最终选择退学回家、重拾父亲的行医之路。
作为医生，蔡笑晚在瑞安当地有着一定的名气，也曾将自己撰写的学术论文寄给钱学森并收到了后者的两次回信。然而文化大革命所带来的动荡令蔡笑晚对未来的希望逐渐变得渺茫。1967年，蔡笑晚的妻子谢小湘怀孕，他打算将自己的知识、追求与希望放在下一代身上，并在那一年将原本的名字改成了“蔡笑晚”，理由是“不能在青春年少时开怀畅笑，就要让自己笑在最晚，笑得最好”。

### 家庭教育
蔡笑晚称其从医的原因在于个体医生的时间较为自由，从而会有更多的精力放在儿女的发展上、“实施早教、早读、跳级的家庭教育方案”。最开始行医时，蔡笑晚与家人租住在一座占地面积仅16平方米的两层百年老屋当中，将楼下当作店堂、在楼上居住。房屋虽然残破，墙上却贴着爱因斯坦、瑪麗·居禮、艾萨克·牛顿等科学名人的画像。其后蔡又因希望让孩子能够尽早就读学校而搬迁多次。
蔡笑晚用古今人物的名字分别给六个孩子起了小名，分别是孟子、孙子、荀子、润子（取“毛润之”的“润”）、曾子、西子，希望借此激励儿女自小立大志的动力。为了对孩子的教育，蔡和妻子放弃了自身的娱乐活动，前者每日晨间6时用拉二胡的方式让孩子们起床，最后又改用清晨广播中的外语节目替代了自己弹奏的音乐。1978年，蔡与妻子自行规划旅游路线、开始带着孩子周游各地，以此增加阅历、锻炼自立的能力。
长子蔡天文出生后，蔡笑晚的妻子谢小湘决定成为全职太太。蔡天文不满1月大时，他的父母便通过在摇篮边活动、和用色彩鲜艳或带声音的玩具等方式培养孩子的注意力。蔡笑晚也通过与孩子的各类互动着重训练其胆略、爬行、戏水、语言、数学和自学等各方面的能力。蔡天文8个月时就能够有顺序地读出1至5的数字，1岁开始与家人讲话，2岁半接受加减训练，3随后开始学习汉字和简易乘除运算。
次子蔡天武4岁时曾经在一码头走失，最终仍凭借其父母自幼教授的认路能力、自己徒步回到了家中。由于蔡笑晚一家为每一个孩子制作了保存零花钱的存折，蔡天武的理财天赋上初中时便显现了出来：蔡笑晚在小女儿蔡天西的书包中看到一张自己从未见过的存折，里面也有与兄长蔡天武的存取款记录，发现蔡天武用自己的钱为四个弟弟妹妹单独办理存款业务、提供利息。对此外界评论道：“后来蔡天武成了高盛公司的副总裁。儿时的游戏竟然成了日后的事业，人生的微妙让人慨叹”。
四子蔡天润一度立誓前去少林寺学武，并拒不采纳家人的多次劝告。对此蔡笑晚十分担忧，最终却也本着给孩子自主选择的出发点没有执意阻拦，只是告诉他“要对自己的选择负责”。一些时日过后，蔡天润写信告诉家人“习武虽有用，但是未来社会，还是先掌握知识要紧”，并在离家一年后重回高中、最终就读华西医科大学、成为了外科医生。
蔡家的幼女蔡天西4岁上学，是瑞安市历史上最年少的小学生。之后，她18岁从中国科技大学毕业，19岁获得哈佛大学全额奖学金录取，20岁获评该校“优秀研究生”。
1995年，外界渐渐开始关注蔡家的家庭教育经历，但蔡笑晚始终拒绝采访，也并未接受写书出版、记述家教经验的请求，直至蔡天西去往美国上学才有所改变。对此蔡的说法是，他不愿为孩子带来压力、也不愿成为时年哈佛大学生刘亦婷的成功所带来的“商业炒作的噱头”。

### 2000年代后
2006年，蔡笑晚在美国的子女提供100万人民币在他的家乡瑞安设立了“蔡笑晚奖学助学基金”，希望为优秀而贫困的学生提供帮助。
2007年，蔡笑晚等到儿女事业有成之时，出版了历经6年撰写的《我的事业是父亲》一书，称希望借助此书唤起“社会的父教意识”，“让天下更多的父亲知道家庭教育也是一项伟大的事业，教育培养好孩子是人生最大的幸福”。同一时期，蔡开始出席各地电视台的节目、讲述家教经历；而他在2007年中期开通的新浪博客在短短数天内也获得了25万的点击，其间有众多父母希望向蔡笑晚学习教育经验。
2014年，中华全国妇女联合会将蔡笑晚一家评选为全国百户“最美家庭”之一。
鉴于蔡笑晚早年在家对儿女有关“尽忠报国”的叮嘱，其在国外求学的三个孩子每年都到中国科学院为博士生上课，更在复旦大学、北京大学、浙江大学、上海交通大学、中国人民大学等各个高校参与学术活动。

## 教育理念
蔡笑晚认为在摇篮中的“家庭的早期教育决定了一切”，称“早期教育、从小立志、交给孩子正确的自学方法是他教育理念的总和”。尽管外界对蔡笑晚的教育方式存在不认同的声音，蔡相信家教方面应该“一意孤行”，而他的目标则是让孩子们成为“出类拔萃的优秀人才”。
蔡称自己教育理念中的关键首先是爱的教育和快乐教育，且十分注重与孩子的沟通、培养他们的兴趣和习惯。他最常说的一句话是“把父亲的角色当事业来经营”，并相信因工作事业、时间不足而疏忽子女教育的父母失职而又失败。他觉得对于自己这样一个没能亲自成就大业之人而言，“‘父亲’就是我的终身事业，子女就是我的最大荣耀”。蔡希望向父母们表达的是：“人的智力相差无几，真正决定成才的，是经常为人们所忽略的非智力因素，诸如意志、道德、健康、社会交往能力等素质。鼓励小孩从小立志，是教育孩子的第一步”。
在一次专访当中，蔡被问到自己的教子方略与古时的功名利禄思想有何不同、是否有太多功利性时，他表示自己和儿女不认为过往数十载的学习目的是为了当下的安逸。蔡称鲁迅有言，“幸福永远存在于人类的不安追求之中，而不存在于和谐和稳定当中”；他的家庭也认为追求的过程才是人生中美好的篇章，而外界所谓“硕果”丰收之时其实并不为他所在意。

## 家庭
蔡笑晚在1966年农历三月初三与谢小湘结婚，育有六个孩子。

### 儿女
- 蔡天文（长子），康奈尔大学博士；宾夕法尼亚大学沃顿商学院统计学教授[2][14]
- 蔡天武（次子），曾就读中国科技大学；罗彻斯特大学激光物理学博士；2004年出任高盛公司股权执行策略副总裁[2][3][15]
- 蔡天师（三子），毕业于北京外国语学院[2][3]
- 蔡天润（四子），毕业于华西医科大学医学系[2][3]
- 蔡天君（五子），中国科技大学硕士[2]，供职于中国建设银行[3]
- 蔡天西（幼女），哈佛大学自然科学博士、生物统计学教授[2][16]

## 著作一览
- 《我的事业是父亲》（2007）[2][9]
- 《我的事业是父亲2：蔡笑晚教育家书》（2009）[13][17]
- 《像教育家一样教育孩子：留美博士蔡天文的培养秘诀》（2009）[18]
- 《我的事业是父亲：蔡笑晚家庭教育演讲录》（2010）[13][19]
- 《我的事业是父亲》增订版（2012）[20]
- 《致中国父母书》（2014）[21]

## 延伸阅读
- 早期教育
- 少年班